# Lasioglossum schwarzi
Lasioglossum schwarzi là một loài Hymenoptera trong họ Halictidae. Loài này được Ebmer mô tả khoa học năm 1985.